# Wiota (CDP)
Wiota es un lugar designado por el censo ubicado en el condado de Lafayette en el estado estadounidense de Wisconsin. En el Censo de 2020 tenía una población de 71 habitantes y una densidad poblacional de 13,71 habitantes por km². Fue incluido como CDP en el censo de 2020.

## Geografía
Wiota se encuentra ubicado en las coordenadas 42°38′12″N 89°57′09″O / 42.63667, -89.95250. Según la Oficina del Censo de los Estados Unidos, tiene una superficie total de 5,18 km², todos correspondientes  a tierra firme.